# Briesen (Spreewald)
Briesen (Sorbisk Brjazyna) er en kommune i den i den tyske delstat Brandenburg, og en del af amtet Burg (Spreewald).
Kommunen ligger i det vendiske/sorbiske område, og alle lokale navne er både på tysk og sorbisk.

## Historie
1346 nævnes Briesen første gang som Breßzine. Det vendiske variant af navnet er dog et par hundrede år ældre.
I 1885 ødelagde 35 Huse.